# サヤノシュシェンスカヤダム
サヤノシュシェンスカヤダム（露: Сая́но-Шу́шенская Плотина、英: Sayano-Shushenskaya Dam）は、ロシアシベリア連邦管区ハカス共和国サヤノゴルスク、エニセイ川水系エニセイ川に建設されたダム。高さ242メートルの重力式アーチダムで、この型式のダムとしては世界一の高さをもつ。サヤノシュシェンスカヤ水力発電所に送水し、最大640万キロワットの電力を発生する。ダム湖（人造湖）の名はサヤノシュシェンスコエ湖（露: Саяно-Шушенское водохранилище、英: Sayano-Shushenskoe Reservoir）という。
ダムは左岸から右岸まで1,066メートルの長さ（堤頂長）があり、そのうち洪水吐で189.6メートルを、発電所で331.8メートルを占める。発電所内には10台の水車発電機が設置されており、ダムによって194メートルの落差を得て、合計最大640万キロワットの電力を発生することができる。同発電所は2007年現在、ロシア最大の水力発電所である。年間発生電力量は平均235億キロワット時で、最大の実績は2006年に達成した268億キロワット時である。ただし、発生した電力量のうち16億から20億キロワット時は送電損失となり、またダムに貯えた水の一部は水車発電機を経由せずに放流されてしまう。発生した電力の使い道として、その最たるものはアルミニウムの電解精錬である。
ダム湖はサヤン山脈（西サヤン山脈）の山中にあり、大部分はクラスノヤルスク地方に属する。一帯はアルタイ・サヤン地域というエコリージョンに属し、生態系は主に旧北区の針葉樹林・混合山林と亜高山帯・高山帯の草地で、山岳部のツンドラ・ステップ、タイガ、渓流、湿地もある。左岸の一部は1984年にユネスコの生物圏保護区に指定された。

## サヤノシュシェンスカヤ発電所の事故
2009年8月17日に発電所の施設が損壊、死者74名とも言われる事故が発生。老朽化した送水管が破裂して、大量の水が機械室に流れ込んだものとされている。現在、発電所はロシア各地の水力発電所を経営するルスハイドロ社の管理下にあり、同社の発電能力の25%を占めるため、原因究明が進められるとともに同年中には施設更新に伴う施設増強が打ち出されるなど、復旧に向けた動きが進んでいる。

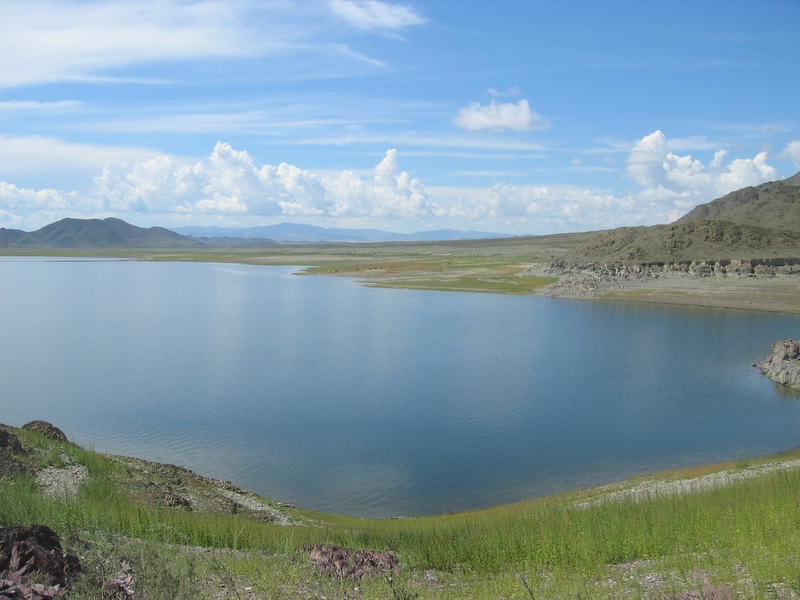
サヤノシュシェンスコエ湖
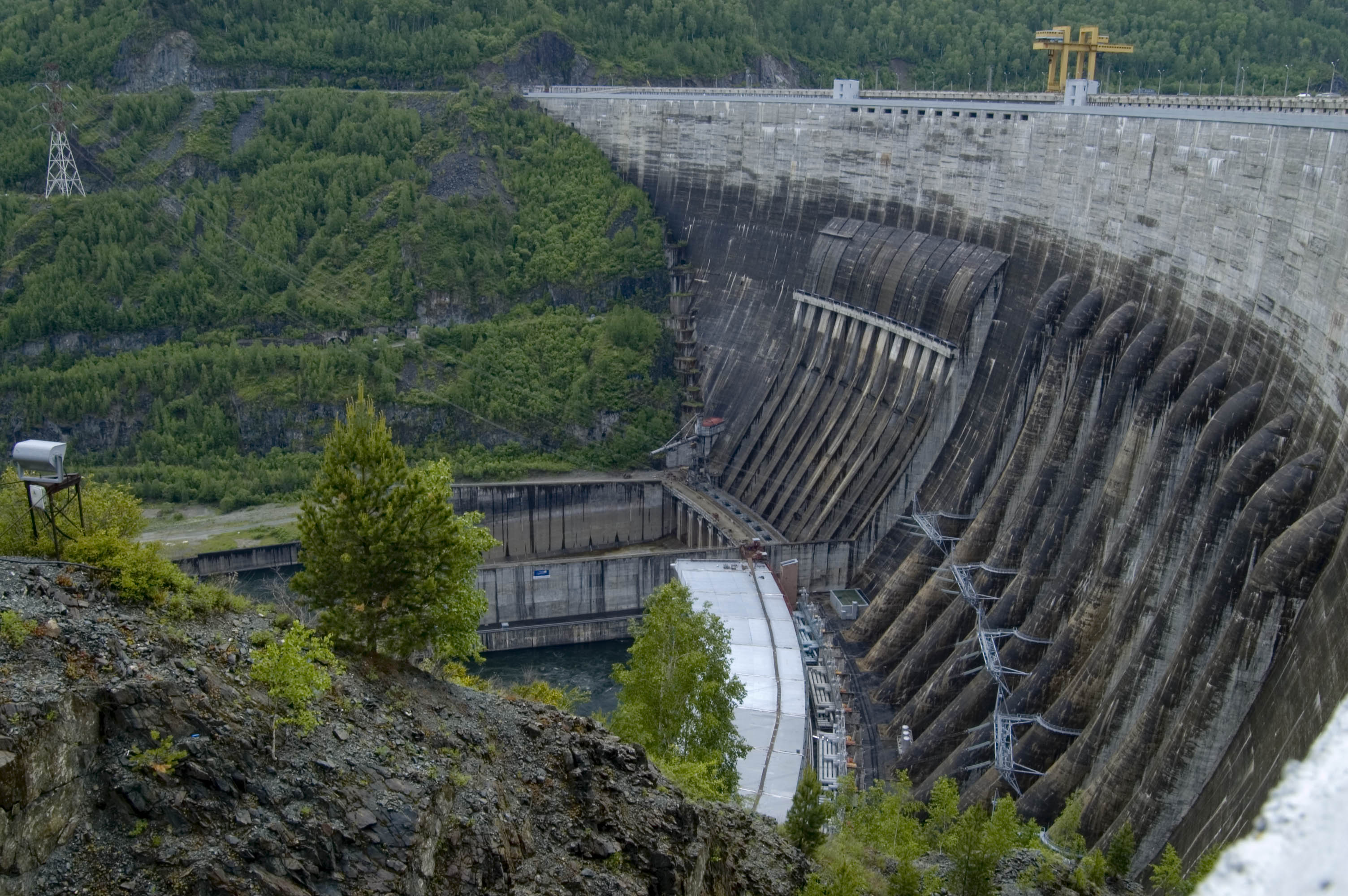
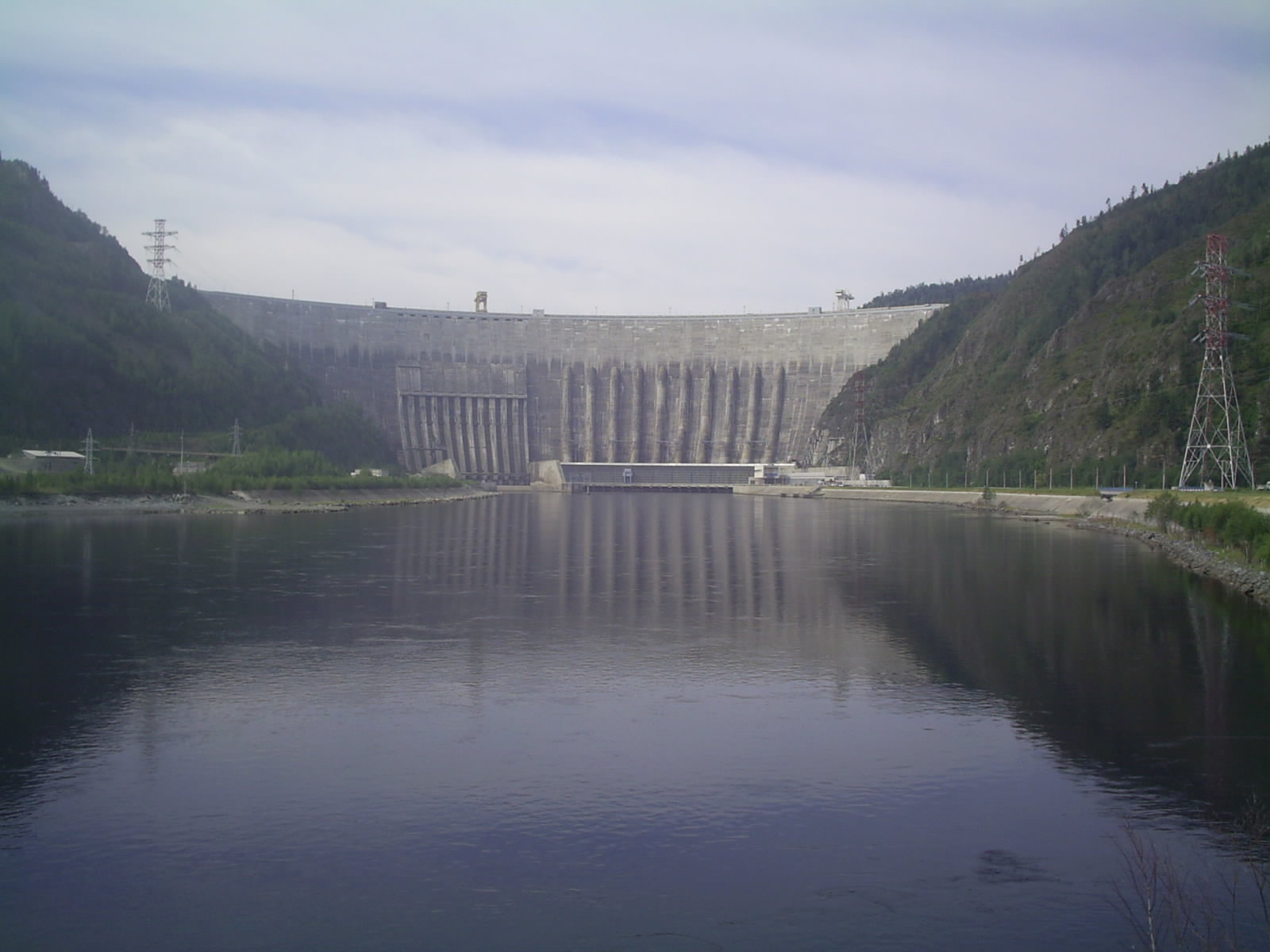